# Девоатин D.27
Девоатин D-27 (фр. Dewoitine D.27) је француски ловац, једномоторни једнокрилни висококрилац са фиксним стајним трапом који се производио 30-их година 20. века.

## Пројектовање и развој
Захтев за пројектовање новог ловца Девоатин је примио 1926. године када се у Француској отписују стари авиони из Првог светског рата. У то време је Девоатин за Швајцарску пројектовао авион за ловачку обуку D-26. Користећи се позитивним искуствима са претходним ловачким авионима од Девоатин D.1 до Девоатин D.21, пројектован је нови авион Девоатин D.27. Са претходних авиона усвојена су стандардна решења: једнокрилни - висококрилац, отворена пилотска кабина, фиксни стајни трап конвенционалног типа, метална конструкција трупа и крила, труп обложен дуралуминијумским лимом а крила платном, по две челичне упорнице за свако крило. Авион је добио нови мотор Хиспано-Суиза 12Mc који је касније замењен поузданијим типом ХС 12MB. Хладњак мотора се налазио са предње стране испод мотора и могао се заклопити. Нос авиона и репни део авиона је више заобљен а репно пераје угаоног облика. Први лет авиона је обављен 1928. године а пробна серија од 5 комада је испоручена 1930. године. Авиони су се производили од 1930. до 1932. године.

## Технички опис
Авион Девоатин D.27 је једнокрилни - висококрилац, једносед, металне конструкције.
Труп авиона је такође био металне конструкције (дуралуминијумске цеви спојене закивцима) и обложен дуралуминијумским лимом. Иза крила у трупу авиона се налазила отворена пилотска кабина.
Авион је у кљуну имао линијски V 12 течношћу хлађен мотор Хиспано-Суиза  12Мс снаге 367 kW/500КС. Покретала га је дрвена двокрака вучна елиса фиксног корака. На овај авион су уграђивани и радијални ваздухом хлађени деветоцилиндрични мотори Gnome-Rhone 9K снаге 370 kW (500 KS) и Siemens-Halske Sh 22 (Bramo 323) снаге 377 kW (510 KS).
Крило је било комбинованог (правоугаоног+трапезног) облика металне конструкције од дуралуминијума пресвучено платном. Са по две косе упорнице, свако крило је било ослоњено на труп авиона.
Авион је имао фиксни стајни трап конвенционалне конструкције са два предња точка постављана на осовину и еластичну дрљачу као трећу ослону тачку авиона испод репа авиона. У зимском периоду уместо точкова су на стајни трап монтиране скије. Амортизација стајног трапа је била помоћу гумених ужади (сандова). Нос авиона и репни део авиона је више заобљен а репно пераје угаоног облика.

## Оперативно коришћење
У Швајцарској је произведено 60 ових авиона, у Француској 20 примерака у Југославији је произведено на основу лиценце 3 комада у фабрици Змај., а Румунији су Французи продали 3 комада. D-27 је у Швајцарској службовао до 1940. године када је замењен модернијим ловцима а они су пребачени у авио школе у којима су коришћени до 1944. године. У Француској су ови авиони углавном коришћени за разна тестирања а не за основну намену. Суштина код ових авиона је у томе што су концепцијски били застарели и пре него што су произведени, тако да су врло брзо замењени модерним ловачким авионима. Неколико ових авиона је летело и борило се на страни Шпанске републиканске армије у току Шпанског грађанског рата

### Коришћење у ВВК Југославије
Авион Девоатин D.27 је први пут приказан јавности на 11. аеронаутичком салону у Паризу 1928. године и привукао велику пажњу посетилаца. Пошто је Југославија тада била заинтересована за замену дотрајалих ловачких авиона наслеђених још из Великог рата затражила је да се изврши демонстрација овог авиона у својој земљи. Овом захтеву је удовољено тако да је већ 23. октобра 1928. године на аеродрому у Новом Саду долетео један од два прототипова овог авиона. Тога дана је велики француски пилот акробата Марсел Доре приказао све акробатске способности овог авиона пред југословенском комисијом и војним аташеима акредитованим у Београду.
Авион Девоатин D.27 је остао у Југославији цео новембар месец где је паралелно испитиван са чехословачким ловцем Авиа BH-33E. За све време боравка у Југославији Девоатин D.27 је носио југословенске ознаке на крилима и вертикалном стабилизатору. У том периоду овим авионом је летело око 40 пилота.
Југославија се одлучила да набави ловце Авиа BH-33E а од Девоатина је откупљена лиценца која је уступљена земунском Змају. У Змају је направљено свега три ова авиона иако ово са пословне стране није био неки значајан посао, за Змај је у технолошком смислу био веома значајан јер је то био први авион металне конструкције произведен у овој фабрици.
Ова три авиона су служила за попуну ловачких јединица које су у наоружању већ имала авионе Девоатин D.1 и  Девоатин D.9. Почетком септембра 1929. године сва три авиона Девоатин D.27 са три Авиа BH-33E су учествовали у утакмици земаља Мале Атанте и Пољске. Последње појављивање ових авиона у јавности је био 1937. године на аеромитингу у Земуну.

## Особине авиона Девоатин D.27

### Опште карактеристике
- Мотор - 1 x 367 kW Хиспано Суиза 12 Мс,
- Елиса - двокрака,
- Размах крила - 10,30 ,
- Површина крила - 17,55 m²,
- Дужина авиона - 6,56 m,
- Висина авиона - 2,78 m,
- Маса празног авиона - 1.038 kg,
- Маса пуног авиона - 1.415 kg,
- Посада - један члан.
- Наоружање - 2 синхронизована митраљеза 7,7 mm смештена у трупу
- Стајни трап - Фиксан

### Перформансе
- Максимална брзина - 312 km/h,
- Путна брзина - 289 km/h,
- Брзиона пењања - 600 m/min,
- Највећи долет - 425 km,
- Плафон лета - 8.300 m.

### Наоружање
| Наоружање авиона: Девоатин     |     |
| Ватрено (стрељачко) наоружање  |     |
| Топ                            |     |
| Митраљез                       |     |
| Број и ознака митраљеза        | 2   |
| Калибар                        | 7,7 |
| Бомбардерско наоружање (бомбе) |     |
| Ракетно наоружање (ракете)     |     |

## Земље које су користиле овај авион
| - Швајцарска - Француска - Румунија - Краљевина Југославија - Шпанија (Друга шпанска република) |